# Dębowa Góra (województwo śląskie)
Dębowa Góra (niem. Dembowa Gora) – wieś sołecka w Polsce położona w województwie śląskim, w powiecie lublinieckim, w gminie Boronów.
W latach 1975–1998 położona była w województwie częstochowskim
Wieś założona została jako osada najprawdopodobniej w XVIII wieku. Wiadomo, że na tym terenie w 1774 roku założona została niemiecka osada robotników leśnych. W dwudziestoleciu międzywojennym istniała w Dębowej Górze szkoła. Po 1922 r. wieś posiadała pieczęć napisową z legendą  Gmina – DĘBOWA GÓRA – Powiat Lubliniecki. Do roku 1945 wieś posiadała prawa gminne.
Według miejscowych podań w okolicach wioski zamieszkiwali pustelnicy, utrzymujący się z datków płaconych przez pątników.
W okolicy wsi swe źródło ma rzeka Konopka.
W XIX i na początku XX wieku Dębowa Góra otoczona była wysokim drewnianym ogrodzeniem, chroniącym pola mieszkańców przed dzikami, które były celowo hodowane w okolicznych lasach przez właścicieli wioski z rodu Hohenlohe.
W Dębowej Górze znajduje się powierzchniowy pomnik przyrody ożywionej. Jest to płat roślinności górskiej z liczydłem górskim w łęgu nadstrumykowym. Został uznany za pomnik przyrody w 1996 r. Na terenie sołectwa znajdują się dwie położone obok siebie kaplice z XVIII wieku, jedna z nich poświęcona jest świętemu Janowi Nepomucenowi.